# 经脉
經脈是中醫學中經絡的一種。經絡中主幹為經脈，分支為络脉。

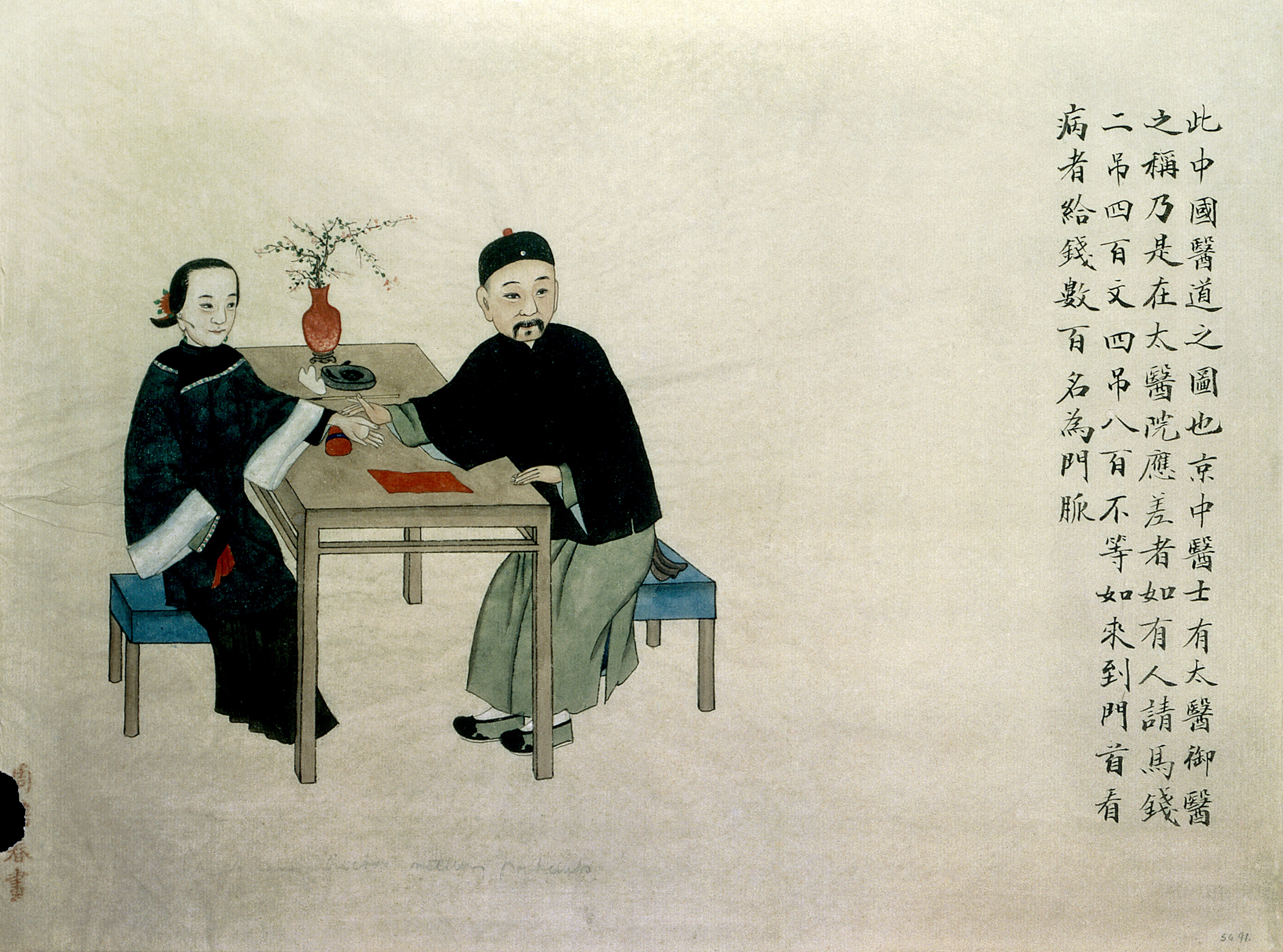
诊脉

## 分類

### 正經
正經有十二條，分手足三陽經和手足三陰經，合稱“十二經脈”。與此十二經對應又有“十二經別”、“十二經筋”、“十二皮部”。
- 十二經脈
  - 手三陰經
    - 手太陰肺經
    - 手厥陰心包經
    - 手少陰心經

  - 手三陽經
    - 手陽明大腸經
    - 手少陽三焦經
    - 手太陽小腸經

  - 足三陰經
    - 足太陰脾經
    - 足厥陰肝經
    - 足少陰腎經

  - 足三陽經
    - 足陽明胃經
    - 足少陽膽經
    - 足太陽膀胱經
- 十二經別
- 十二經筋
- 十二皮部

### 奇經
奇經有八條，也稱作“奇經八脈”。
- 督脈
- 任脈
- 冲脈
- 带脈
- 陰維脈
- 陽維脈
- 陰蹻脈（阴跷脉）
- 陽蹻脈（阳跷脉）

## 分佈
十二經脈中
- 陰經分佈於身體於身體內側（胸腹部）、四肢內側，會聚於胯底會陰穴，屬於六臟（心、肝、脾、肺、腎、心包）。
- 陽經分佈於身體外側（腰背部）、頭面、四肢外側，會聚於頭頂百會穴，屬於六腑（膽、胃、大腸、小腸、膀胱、三焦）。

十二經別都是從十二經脈的四肢部位別出，其中陽經合於其本經，陰經合於與其相表裡的陽經。
十二筋經是十二經脈的外周連屬部分。
十二皮部分佈於體表皮膚，按照十二經脈劃分出十二塊區域。
奇經八脈不屬臟腑，無表裡關係，與十二經脈不同，所以稱奇經。其中任脈分佈在腹面正中軸線，總管全身的陰脈，稱“陰脈之海”；督脈分佈在背部正中軸線，總管全身的陽脈，稱“陽脈之海”。沖脈從頭到腳貫穿人身，稱“十二經脈之海”。

## 表裡關係
十二經脈中手三陰三陽間、足三陰三陽間，形成表裡關係。
```
足太陽－足少陰
足少陽－足厥陰
足陽明－足太陰
手太陽－手少陰
手少陽－手厥陰
手陽明－手太陰
```

其中三陽為表、三陰為裡。並且太陽對少陰、少陽對厥陰、陽明對太陰。
奇經八脈無表裡對應關係。

## 作用
在中医理論中，
- “十二經脈”是氣血運行的主要通道。
- “奇經八脈”統率、聯絡、調節十二經脈。
- “十二經別”聯繫十二經脈中互為表裡的兩經，並補充十二經脈之不足。
- “十二筋經”約束骨骼、關節曲伸，保證人體運動功能。
- “十二皮經”是十二經脈之氣散發的地方，是機體的衛外屏障。

经脉包括十二经脉与奇经八脉，是输送气血、沟通内外、传导信息的通道结构。经脉主气血，充脏腑。《素问·调经论篇》：“五脏之道皆出于经隧，以行血气。”《灵枢·海伦篇》：“夫十二经脉者，内属府藏，外络支节。”从现代组织学角度看，经脉为穿行在肌肉筋膜间的深层缝隙结构，是与其他组织共同合成而没有具体形态的一种结构，在主体结构上应是脉管、脉道或组织间隙等中空有隙、具有传导功能的通道系统。

## 病症
经脉病病机为“不通则病”，气滞、血瘀、痰湿及虚损等引起的经络气血异常是经脉病变的主要因素，所属病证表现为经脉阻痹、血气逆乱、阴阳失调和五脏虚损等。《灵枢》中辨证以辨其病经为主，治疗以循经取穴和按部取穴结合为主，强调气至病所，通其经脉，根据寒热实虚变化，行针除疾，最终达到血气畅通的治疗目的。

## 演变体系
全国各地出土的记载经脉特点的医学简帛文献，如马王堆帛书、张家山汉简、老官山汉简、老官山经穴髹漆人、涪水经脉漆人等，总体上说明中国古代对经脉研究的演变虽然同属一个体系，但没有完全固定一致的明确线路，是功能逐步完善、逐步总结，多元化演进的过程。

## 争议
目前暂无明确的实验资料证明经脉在人体中存在。
(補充更正）穴道所在之處，其人體表皮電阻較低。若將表皮電阻較低之處，串之成線，則與古籍記載之經脈相符。